# Warri Wolves
Warri Wolves Football Club – nigeryjski klub piłkarski, grający w pierwszej lidze, mający siedzibę  w mieście Warri.

## Historia
Klub został założony w 1998 roku pod nazwą Nigerian Port Authority FC (NPA FC). Nazwa ta obowiązywała do 2007 roku i wtedy też została zmieniona na Warri Wolves. W 2001 roku Warri Wolves wywalczył wicemistrzostwo Nigerii. W finałowej rozgrywce przegrał 5 punktami z Enyimba FC. W 2013 roku klub dotarł do finału Pucharu Nigerii. Przegrał w nim po rzutach karnych (4:5, w meczu 2:2) z Enyimba FC.

## Stadion
Domowe mecze klub rozgrywa na stadionie o nazwie Warri Township Stadium w Warri, który może pomieścić 20000 widzów.

## Sukcesy
- Nigeria Premier League:

wicemistrzostwo (1): 2001
- Puchar Nigerii:

finalista (1): 2013

## Występy w afrykańskich pucharach
| Sezon | Rozgrywki            | Runda    | Kraj                          | Klub                  | Dom | Wyjazd | Dwumecz  |
| ----- | -------------------- | -------- | ----------------------------- | --------------------- | --- | ------ | -------- |
| 2002  | Puchar CAF           | 1        | Mali                          | Djoliba AC            | 2–1 | 0–3    | 2–4      |
| 2010  | Puchar Konfederacji  | wstępna  | Burundi                       | Atlético Olympic FC   | 1–0 | 1–1    | 2–1      |
| 2010  | Puchar Konfederacji  | 1/16     | Zambia                        | ZESCO United          | 3–0 | 0–2    | 3–2      |
| 2010  | Puchar Konfederacji  | 1/8      | Zimbabwe                      | CAPS United           | 2–1 | 0–2    | 2–3      |
| 2012  | Puchar Konfederacji  | 1        | Sierra Leone                  | Kallon FC             | 2–0 | 0–0    | 2–0      |
| 2012  | Puchar Konfederacji  | 2        | Południowa Afryka             | Black Leopards FC     | 3–1 | 0–2    | 3–3      |
| 2014  | Puchar Konfederacji  | 1        | Kamerun                       | Union Duala           | 1–1 | 3–2    | 4–3      |
| 2014  | Puchar Konfederacji  | 2        | Tunezja                       | CA Bizertin           | 0–0 | 1–2    | 1–2      |
| 2015  | Puchar Konferderacji | wstępna  | Burkina Faso                  | Racing Bobo-Dioulasso | 3–0 | 1–0    | 4–0      |
| 2015  | Puchar Konferderacji | 1        | Etiopia                       | Dedebit FC            | 2–0 | 0–0    | 2–0      |
| 2015  | Puchar Konferderacji | 2        | Demokratyczna Republika Konga | FC MK Etanchéité      | 2–1 | 1–0    | 3–1      |
| 2015  | Puchar Konferderacji | play-off | Kongo                         | AC Léopards           | 3–1 | 0–3    | 3–4      |
| 2016  | Liga Mistrzów        | wstępna  | Republika Zielonego Przylądka | Sporting Praia        | -   | -      | walkower |
| 2016  | Liga Mistrzów        | 1        | Sudan                         | Al-Merreikh Omdurman  | 0–1 | 0–1    | 0–2      |

## Reprezentanci kraju grający w klubie
Stan na czerwiec 2018.
| - Chigozie Agbim - Dele Ajiboye - Daniel Akpeyi - Jude Aneke - Stanley Dimgba - Ifeanyi Ede - Azubuike Egwuekwe - Ekigho Ehiosun - Richard Eromoigbe - Oghenekaro Etebo - Ikechukwu Ibenegbu - Nosa Igiebor - Thankgod Ike | - Solomon Kwambe - Sunday Mba - Temple Moneke - Joshua Obaje - Okiemute Odah - Fegor Ogude - Paul Onobi - Uche Ossai - John Owoeri - Gbolahan Salami - Anthony Ujah - Akimsola Boussari |